# Кінний спорт на літніх Олімпійських іграх 1936
Змагання з кінного спорту на літніх Олімпійських іграх 1936 у Берліні тривали з 12 до 16 серпня в в Деберіці, на Майфельді, а також на Олімпійському стадіоні. В програмі було три види кінного спорту: виїздка, триборство і конкур. Кожен з них поділявся на індивідуальні та командні змагання, тобто загалом розіграно 6 комплектів нагород.

## Медальний залік
| Дисципліна               | Золото | Срібло                                                                                            | Бронза |
| ------------------------ | --- | ------------------------------------------------------------------------------------------------- | --- |
| Індивідуальна виїздка    | Гайнц Поллай на Kronos (GER)                                                                               | Фрідріх Ґергард на Absinth (GER)                                                                  | Алоїс Подгайскі на Nero (AUT)                                                                              |
| Командна виїздка         | Німеччина (GER) Гайнц Поллай на Kronos Фрідріх Ґергард на Absinth Герман фон Оппельн-Брониковскі на Gimpel | Франція (FRA) Андре Жуссом на Favorite Жерар де Баллорр на Debaucheur Даніель Жіллуа на Nicolas   | Швеція (SWE) Ґреґор Адлеркройц на Teresina Свен Колліандер на Kål XX Фольке Сандстрем на Pergola           |
| Індивідуальне триборство | Людвіг Штуббендорфф на Nurmi (GER)                                                                         | Ерл Фостер Томсон на Jenny Camp (USA)                                                             | Ганс Лундінґ на Jason (DEN)                                                                                |
| Командне триборство      | Німеччина (GER) Людвіг Штуббендорфф на Nurmi Рудольф Ліпперт на Fasan Конрад фон Вангенгайм на Kurfürst    | Польща (POL) Генрик Ройцевич на Arlekin III Здзіслав Кавецький на Bambino Северин Кулеша на Tóska | Велика Британія (GBR) Алек Скотт на Bob Clive Едвард Говард-Вайс на Blue Steel Річард Фаншо на Bowie Knife |
| Індивідуальний конкур    | Курт Гасе і Tora (GER)                                                                                     | Генрі Ранґ і Delfis (ROU)                                                                         | Йожеф фон Платті і Sellő (HUN)                                                                             |
| Командний конкур         | Німеччина (GER) Курт Гасе і Tora Мартен фон Барнеков і Nordland Гайнц Брандт і Alchimist                   | Нідерланди (NED) Йоган Ґретер і Ernica Ян де Брейне і Trixie Генрі ван Схайк і Santa Bell         | Португалія (POR) Жозе Белтрау і Biscuit Домінгуш Де Соуза і Merle Blanc Луїш Мена і Сілва і Fossette       |

## Країни-учасниці
Змагалися 127 вершників з 21-єї країни:
- Австрія (8)
- Бельгія (3)
- Болгарія (3)
- Чехословаччина (9)
- Данія (4)
- Фінляндія (1)
- Франція (9)
- Німеччина (9)
- Велика Британія (6)
- Угорщина (9)
- Італія (6)
- Японія (4)
- Нідерланди (9)
- Норвегія (6)
- Польща (6)
- Португалія (3)
- Румунія (5)
- Швеція (9)
- Швейцарія (6)
- Туреччина (4)
- США (8)

## Таблиця медалей
| Місце               | Країна                | Золото | Срібло | Бронза | Загалом |
| ------------------- | --------------------- | ------ | ------ | ------ | ------- |
| 1                   | Німеччина (GER)       | 6      | 1      | 0      | 7       |
| 2                   | Нідерланди (NED)      | 0      | 1      | 0      | 1       |
| 2                   | Польща (POL)          | 0      | 1      | 0      | 1       |
| 2                   | Румунія (ROU)         | 0      | 1      | 0      | 1       |
| 2                   | США (USA)             | 0      | 1      | 0      | 1       |
| 2                   | Франція (FRA)         | 0      | 1      | 0      | 1       |
| 7                   | Австрія (AUT)         | 0      | 0      | 1      | 1       |
| 7                   | Велика Британія (GBR) | 0      | 0      | 1      | 1       |
| 7                   | Данія (DEN)           | 0      | 0      | 1      | 1       |
| 7                   | Португалія (POR)      | 0      | 0      | 1      | 1       |
| 7                   | Угорщина (HUN)        | 0      | 0      | 1      | 1       |
| 7                   | Швеція (SWE)          | 0      | 0      | 1      | 1       |
| Загалом (12 збірні) | Загалом (12 збірні)   | 6      | 6      | 6      | 18      |